# Buffaloed
Buffaloed ist eine US-amerikanische Tragikomödie aus dem Jahr 2019 mit Zoey Deutch und Judy Greer in den Hauptrollen. Regie führte Tanya Wexler, das Drehbuch stammt von Brian Sacca. Der Film wurde am 27. April 2019 erstmals beim Tribeca Film Festival gezeigt und kam am 14. Februar 2020 in ausgewählte Kinos.

## Handlung
Hobby-Betrügerin Peg Dahl ist bereit alles zu tun, um ihre Heimatstadt Buffalo, New York endlich verlassen zu können. Denn sie fühlt sich der Stadt, die in den Vereinigten Staaten als die Stadt der Schuldeneintreiber gilt, einfach nicht zugehörig. Sie will es lieber auf eine Universität der Ivy League schaffen. Doch als ein Zulassungsbescheid für die Schule ihrer Träume eintrifft, wird ihr klar, dass es fast unmöglich ist, den Unterhalt für die Universitätskosten aufzubringen. Ein zufälliger Anruf ändert alles und führt sie in das lukrative, aber komplexe und zwielichtige Geschäft des Schuldeneintreibens. Peg ist ein Naturtalent und schafft es zu schnellem Geld, doch bald werden die höheren Tiere des Schuldeneintreibens auf sie aufmerksam.

## Produktion
Im Juli 2018 wurde bekannt gegeben, dass Zoey Deutch und Jermaine Fowler der Besetzung beigetreten waren. Im August 2018 folgte dann auch Judy Greers Bekanntgabe.
Die Dreharbeiten begannen am 24. Juli 2018 in Toronto, Kanada und endeten am 23. August 2018.

## Kritik
Der Film stieß auf die Zustimmung von 77 Prozent aller bei Rotten Tomatoes ausgewerteten Kritiken und erreichte hierbei eine Bewertung von 6,5 der möglichen 10 Punkte.
Scott Marks von San Diego Reader nannte Buffaloed eine abgespeckte, aber sehr charmante Version von einem She-Wolf of Wall Street.